# الحرب الأهلية القشتالية
```
كانت 
الحرب الأهلية القشتالية
 
حرب خلافة
 على 
تاج قشتالة
 استمرت منذ 1351 حتى 1369. وبدأ الصراع بعد وفاة الملك 
ألفونسو الحادي عشر
 ملك قشتالة في مارس 1350. وأصبح جزءًا من الصراع الأكبر الذي اندلع بعد ذلك بين 
مملكة إنجلترا
 و
مملكة فرنسا
: 
حرب المئة عام
. كانت الحرب في قشتالة ومياهها الساحلية بين القوات المحلية والقوات المتحالفة للملك الحاكم 
بيتر
 وشقيقه غير الشرعي 
هنري
 من 
تراستامارا
 على حق التاج.
```

## الأسباب
سُمي بيدرو من قبل مؤيديه بـ «العادل» ومن قبل منتقديه بـ «القاسي». بالنسبة إلى الرتب العليا من النبلاء، كان طاغية يفرض الإرادة الملكية على الرجال الأحرار. بسّط السلطة الملكية إلى حد كبير ودخل في حرب مع تاج أراغون (تسمى حرب البيتَرين).
سرعان ما حصل شقيقه غير الشرعي هنري على دعم النبلاء، بالإضافة إلى فرنسا وأراغون والبابوية. في عام 1366، خلع أخيه رسميًا كملك على قشتالة وليون وطليطلة وإشبيلية وأعلن نفسه ملكًا في دير لاس هويلجاس.

## الصراع
في عام 1366 جمع هنري الذي كان يعيش في فرنسا آنذاك جيش كبير، من مكونات فرنسية وأراغونية في مونبلييه وغزا قشتالة بدعم من ملوك فرنسا وأراغون (شارل الخامس وبيتر الرابع على التوالي). ونجح في إجبار بيتر على الفرار.
هرب بيتر إلى بايون، وهي مدينة في جاسكوني الإنجليزية. هناك التمس المساعدة من إدوارد، الأمير الأسود في مقابل الحصول على قشتالة. مع القوات الإنجليزية بقيادة الأمير، عاد إلى قشتالة وأعاد تأكيد سلطته الملكية في عام 1367، مما أجبر هنري على العودة إلى فرنسا بعد نجاح معركة ناجيرا (نافاريت). ومع ذلك، رفض تنفيذ تعاملاته مع الإنجليز وحلفائه، بما في ذلك أمير ويلز نفسه. في عام 1368 وقع هنري وتشارلز من فرنسا معاهدة طليطلة التي أقرض القشتاليون بموجبها أسطولًا في خليج بسكاي للفرنسيين مقابل مساعدة عسكرية برية.
دخل هنري غاليسيا، واستولى على بعض البلدات ثم استولى على مدينة ليون في أبريل. بعد ذلك، انحازت مقاطعة غاليسيا بأكملها إلى جانب هنري. عاد إلى قشتالة عام 1369 وقتل بيتر بعد معركة كامبو دي مونتيل. أشاد به هنري الثاني وعزز حكمه على الفور من خلال إزاحة اليهود من المناصب العليا. أصبحت قشتالة، في هذا الوقت حليفًا شديدًا للفرنسيين في حروبهم المستمرة.